# La Granja de la Costera
La Granja de la Costera – gmina w Hiszpanii, w prowincji Walencja, we wspólnocie autonomicznej Walencja, o powierzchni 0,83 km². W 2011 roku liczyła 387 mieszkańców.